# 黄小祥
黄小祥（1956年6月—），男，重庆人，中华人民共和国政治人物。四川大学经济系毕业，西南财经大学经济学硕士、中国社会科学院研究生院政治经济学专业博士学历。曾任中共四川省委办公厅主任。

## 生平
1984年11月加入中国共产党。历任国务院研究室副处长、处长，中国华通物产集团公司总经济师、副总裁，中共四川省委副秘书长、省委办公厅主任、省政府副秘书长，中共内江市委书记等职。2002年1月被任命为四川省人民政府副省长。2008年当选为第十一届全国人大代表。2012年2月当选全国工商联十届执行委员会党组副书记、专职副主席。
2013年3月，黄氏任第十二届全国政协委员，兼任政协第十二届全国委员会副秘书长。2015年7月17日，政协第十二届全国委员会第三十二次主席会议免去其政协副秘书长职务，并同时撤销其全国政协委员资格。